# Ayumi Morita
Ayumi Morita (森田 あゆみ, Morita Ayumi, née le 11 mars 1990 à Ōta) est une joueuse de tennis japonaise, professionnelle de février 2005 à août 2023.
Une des particularités d'Ayumi Morita, comme nombre de joueuses asiatiques, est de frapper ses coups à deux mains des deux côtés. La position de ses mains sur le grip de sa raquette laisse néanmoins plutôt à penser qu'elle n'effectue que des revers à deux mains de chaque côté. L'une de ses compatriotes utilise aussi cette technique : Akiko Morigami.
Son meilleur résultat dans une épreuve du Grand Chelem est un troisième tour à l'Open d'Australie 2011, perdu face à Peng Shuai dans un match extrêmement serré où Ayumi Morita a lâché prise mentalement alors qu'elle avait l'opportunité d'atteindre les huitièmes de finale.
Ayumi Morita fait partie de l'équipe de Fed Cup du Japon.
À ce jour, elle n'a gagné aucun titre sur le circuit WTA.

## Palmarès

### Titre en double dames
Aucun

### Finales en double dames
| No | Date       | Nom et lieu du tournoi | Catégorie | Dotation  | Surface    | Vainqueures                  | Partenaire     | Score            |          |
| -- | ---------- | ---------------------- | --------- | --------- | ---------- | ---------------------------- | -------------- | ---------------- | -------- |
| 1  | 08-10-2007 | PTT Open Bangkok       | Tier III  | 200 000 $ | Dur (ext.) | Sun Tiantian Yan Zi          | Junri Namigata | Forfait          | Parcours |
| 2  | 29-09-2008 | AIG Japan Open Tokyo   | Tier III  | 175 000 $ | Dur (ext.) | Jill Craybas Marina Erakovic | Aiko Nakamura  | 4-6, 7-5, [10-6] | Parcours |

### Finale en simple en WTA 125
| No | Date       | Nom et lieu du tournoi      | Catégorie | Dotation  | Surface    | Vainqueure  | Score         |          |
| -- | ---------- | --------------------------- | --------- | --------- | ---------- | ----------- | ------------- | -------- |
| 1  | 28-10-2013 | Nanjing Ladies Open, Nankin | WTA 125   | 125 000 $ | Dur (ext.) | Zhang Shuai | 6-4, 0-0, ab. | Parcours |

## Parcours en Grand Chelem

### En simple dames
| Année | Open d'Australie                                     | Open d'Australie                                   | Internationaux de France                     | Internationaux de France                             | Wimbledon                                               | Wimbledon          | US Open                                          | US Open             |
| ----- | ---------------------------------------------------- | -------------------------------------------------- | -------------------------------------------- | ---------------------------------------------------- | ------------------------------------------------------- | ------------------ | ------------------------------------------------ | ------------------- |
| 2006  | —                                                    | —                                                  | —                                            | —                                                    | —                                                       | —                  | Q1 \|\| style="text-align:left" \| Eva Birnerová |                     |
| 2007  | Q2 \|\| style="text-align:left" \| Tatiana Poutchek  | Q1 \|\| style="text-align:left" \| Anne Keothavong | 1er tour (1/64)                              | Mara Santangelo                                      | Q1 \|\| style="text-align:left" \| Melanie Oudin        |                    |                                                  |                     |
| 2008  | Q3 \|\| style="text-align:left" \| Marta Domachowska | 1er tour (1/64)                                    | Ágnes Szávay                                 | Q1 \|\| style="text-align:left" \| Zuzana Ondrášková | Q1 \|\| style="text-align:left" \| Anastasia Pivovarova |                    |                                                  |                     |
| 2009  | 1er tour (1/64)                                      | Tatjana Malek                                      | 1er tour (1/64)                              | Tathiana Garbin                                      | 1er tour (1/64)                                         | Aravane Rezaï      | 1er tour (1/64)                                  | Sorana Cîrstea      |
| 2010  | 1er tour (1/64)                                      | Carla Suárez                                       | 1er tour (1/64)                              | Kirsten Flipkens                                     | 2e tour (1/32)                                          | Dominika Cibulková | 1er tour (1/64)                                  | Francesca Schiavone |
| 2011  | 3e tour (1/16)                                       | Peng Shuai                                         | 2e tour (1/32)                               | Yanina Wickmayer                                     | 1er tour (1/64)                                         | Tamira Paszek      | 1er tour (1/64)                                  | Laura Robson        |
| 2012  | 1er tour (1/64)                                      | Petra Cetkovská                                    | 2e tour (1/32)                               | Maria Sharapova                                      | 2e tour (1/32)                                          | Peng Shuai         | 2e tour (1/32)                                   | Tsvetana Pironkova  |
| 2013  | 3e tour (1/16)                                       | Serena Williams                                    | 1er tour (1/64)                              | Yulia Putintseva                                     | 1er tour (1/64)                                         | Marina Erakovic    | -                                                | -                   |
| 2014  | 2e tour (1/32)                                       | Jelena Janković                                    | Q2 \|\| style="text-align:left" \| Grace Min | Q2 \|\| style="text-align:left" \| Lesia Tsurenko    | —                                                       | —                  |                                                  |                     |
| 2015  | —                                                    | —                                                  | —                                            | —                                                    | Q1 \|\| style="text-align:left" \| Nao Hibino           | —                  | —                                                |                     |
|       |                                                      |                                                    |                                              |                                                      |                                                         |                    |                                                  |                     |
| 2017  | Q1 \|\| style="text-align:left" \| Julia Boserup     | —                                                  | —                                            | —                                                    | —                                                       | —                  | —                                                |                     |

À droite du résultat, l’ultime adversaire.

### En double dames
| Année | Open d'Australie             | Open d'Australie            | Internationaux de France      | Internationaux de France  | Wimbledon                   | Wimbledon                 | US Open                       | US Open                      |
| ----- | ---------------------------- | --------------------------- | ----------------------------- | ------------------------- | --------------------------- | ------------------------- | ----------------------------- | ---------------------------- |
| 2008  | -                            | -                           | -                             | -                         | 1er tour (1/32) J. Namigata | E. Makarova Selima Sfar   | -                             | -                            |
| 2009  | 2e tour (1/16) M. Müller     | S. Williams V. Williams     | 1er tour (1/32) M. Rybáriková | B. Mattek Nadia Petrova   | 1er tour (1/32) A. Morigami | Yan Zi Zheng Jie          | 1er tour (1/32) Melanie Oudin | Anabel Medina V. Ruano       |
| 2010  | -                            | -                           | -                             | -                         | 2e tour (1/16) Chang K.C.   | Julia Görges Ágnes Szávay | 2e tour (1/16) Kimiko Date    | I. Benešová B. Z. Strýcová   |
| 2011  | 2e tour (1/16) L. Dekmeijere | I. Benešová B. Z. Strýcová  | 1er tour (1/32) S. Cîrstea    | Kudryavtseva Jasmin Wöhr  | 3e tour (1/8) S. Cîrstea    | S. Lisicki S. Stosur      | 2e tour (1/16) S. Cîrstea     | M. J. Martínez Anabel Medina |
| 2012  | 3e tour (1/8) Rika Fujiwara  | A. Hlaváčková L. Hradecká   | 1er tour (1/32) S. Cîrstea    | F. Pennetta F. Schiavone  | 1er tour (1/32) S. Cîrstea  | C. Dellacqua S. Stosur    | -                             | -                            |
| 2013  | 1er tour (1/32) Misaki Doi   | Liezel Huber M. J. Martínez | 2e tour (1/16) S. Cîrstea     | A. Hlaváčková L. Hradecká | 1er tour (1/32) S. Cîrstea  | K. Flipkens M. Rybáriková | -                             | -                            |

Sous le résultat, la partenaire ; à droite, l’ultime équipe adverse.

## Parcours en «Premier Mandatory» et «Premier 5»
Découlant d'une réforme du circuit WTA inaugurée en 2009, les tournois WTA « Premier Mandatory » et « Premier 5 » constituent les catégories d'épreuves les plus prestigieuses, après les quatre levées du Grand Chelem.

### En simple dames
| Année |              | Premier Mandatory           | Premier Mandatory           | Premier Mandatory            | Premier Mandatory         |       | Premier 5 | Premier 5                    | Premier 5                    | Premier 5                    | Premier 5                     | Premier 5 | Premier 5                     |
| Année | Indian Wells | Miami                       | Madrid                      | Pékin                        |                           | Dubaï | Rome      | Canada                       | Cincinnati                   |                              | Tokyo                         |           |                               |
| Année | Indian Wells | Miami                       | Madrid                      | Pékin                        |                           | Doha  | Rome      | Canada                       | Cincinnati                   |                              | Wuhan                         |           |                               |
| Année | Indian Wells | Miami                       | Madrid                      | Pékin                        |                           |       | Rome      | Canada                       | Cincinnati                   |                              |                               |           |                               |
| 2009  |              | 1er tour (1/64) R. Vinci    | 1er tour (1/64) M. Krajicek |                              |                           |       |           | 2e tour (1/16) D. Hantuchová | 2e tour (1/16) V. Azarenka   |                              | 1er tour (1/32) F. Pennetta   |           | 1er tour (1/32) A. Kleybanova |
| 2010  |              |                             | 1er tour (1/64) J. Görges   |                              |                           |       |           |                              | 1er tour (1/32) A. Rezaï     |                              | 2e tour (1/16) C. McHale      |           | 1er tour (1/32) T. Pironkova  |
| 2011  |              | 1er tour (1/64) Zhang S.    | 2e tour (1/32) M. Bartoli   | 1er tour (1/32) C. Wozniacki | 1er tour (1/32) C. McHale |       |           | 3e tour (1/8) C. Wozniacki   | 1er tour (1/32) V. Dushevina | 1er tour (1/32) S. Stosur    | 1er tour (1/32) A. Bondarenko |           | 2e tour (1/16) M. Bartoli     |
| 2012  |              | 1er tour (1/64) B. Strýcová | 1er tour (1/64) G. Muguruza |                              | 2e tour (1/16) M. Bartoli |       |           | 1er tour (1/32) Y. Wickmayer |                              |                              |                               |           | 2e tour (1/16) A. Kerber      |
| 2013  |              | 1er tour (1/64) L. Tsurenko | 3e tour (1/16) S. Williams  | 1er tour (1/32) S. Cîrstea   |                           |       |           |                              | 3e tour (1/8) V. Azarenka    | 1er tour (1/32) V. Lepchenko |                               |           | 2e tour (1/16) J. Janković    |

Sous le résultat, l’ultime adversaire.

### En double dames
| 2009 |   |   |   |   |   |   |   |                                                                  |   |  |   |   |   |   |   |   |   |                                                                           |  |  |
| —    | — | — | — | — | — | — | — | 2e tour (1/8) Klepač \|\| style="text-align:left;" \| Bondarenko |   |  | — | — | — | — | — | — | — | —                                                                         |  |  |
| 2010 |   |   |   |   |   |   |   |                                                                  |   |  |   |   |   |   |   |   |   |                                                                           |  |  |
| —    | — | — | — | — | — | — | — | —                                                                | — |  |   | — | — | — | — | — | — | 1er tour (1/8) Date-Krumm \|\| style="text-align:left;" \| Dulko Pennetta |  |  |
| 2011 |   |   |   |   |   |   |   |                                                                  |   |  |   |   |   |   |   |   |   |                                                                           |  |  |
| —    | — | — | — | — | — | — | — | —                                                                | — |  |   | — | — | — | — | — | — | 1er tour (1/8) Fujiwara \|\| style="text-align:left;" \| Huber Raymond    |  |  |

N.B. : le nom de la partenaire se trouve sous le résultat ; le nom des ultimes adversaires se trouve à droite.

## Parcours aux Jeux olympiques

### En simple dames
| # | Date       | Nom de l'olympiade         | Surface    | Résultat       | Ultime adversaire | Score    |          |
| - | ---------- | -------------------------- | ---------- | -------------- | ----------------- | -------- | -------- |
| 1 | 11/08/2008 | Olympic Tennis Event Pékin | Dur (ext.) | 2e tour (1/16) | Li Na             | 6-2, 7-5 | Parcours |

### En double dames
| # | Date       | Nom de l'olympiade         | Surface    | Résultat      | Partenaire  | Ultimes adversaires            | Score    |          |
| - | ---------- | -------------------------- | ---------- | ------------- | ----------- | ------------------------------ | -------- | -------- |
| 1 | 11/08/2008 | Olympic Tennis Event Pékin | Dur (ext.) | 2e tour (1/8) | Ai Sugiyama | Serena Williams Venus Williams | 7-5, 6-2 | Parcours |

## Parcours en Fed Cup
| #                                                                | Date       | Lieu      | Surface         | Gagnante(s)                       | Perdante(s)                 | Score          |          |
|                                                                  |            |           |                 |                                   |                             |                |          |
| 2007 - 1/4 de finale (groupe mondial) - France - Japon - 5 : 0   |            |           |                 |                                   |                             |                |          |
| 1                                                                | 21/04/2007 | Limoges   | Terre (int.)    | Séverine Beltrame Nathalie Dechy  | Ayumi Morita Ai Sugiyama    | 6-1, 6-2       | Parcours |
|                                                                  |            |           |                 |                                   |                             |                |          |
| 2007 - Barrage (groupe mondial I) - Japon - Allemagne - 2 : 3    |            |           |                 |                                   |                             |                |          |
| 2                                                                | 14/07/2007 | Toyota    | Moquette (int.) | Ayumi Morita                      | Angelique Kerber            | 4-6, 6-4, 7-5  | Parcours |
| 2                                                                | 14/07/2007 | Toyota    | Moquette (int.) | Tatjana Malek                     | Ayumi Morita                | 6-4, 6-3       | Parcours |
| 2                                                                | 14/07/2007 | Toyota    | Moquette (int.) | Anna-Lena Grönefeld Tatjana Malek | Rika Fujiwara Ayumi Morita  | 6-3, 6-4       | Parcours |
|                                                                  |            |           |                 |                                   |                             |                |          |
| 2008 - 1er tour (groupe mondial II) - Japon - Croatie - 4 : 1    |            |           |                 |                                   |                             |                |          |
| 3                                                                | 02/02/2008 | Miki      | Dur (int.)      | Rika Fujiwara Ayumi Morita        | Petra Martić Ana Vrljić     | 6-2, 6-3       | Parcours |
|                                                                  |            |           |                 |                                   |                             |                |          |
| 2008 - Barrage (groupe mondial I) - Japon - France - 1 : 4       |            |           |                 |                                   |                             |                |          |
| 4                                                                | 26/04/2008 | Tokyo     | Dur (int.)      | Amélie Mauresmo                   | Ayumi Morita                | 6-0, 6-2       | Parcours |
| 4                                                                | 26/04/2008 | Tokyo     | Dur (int.)      | Ai Sugiyama Ayumi Morita          | Nathalie Dechy Alizé Cornet | 6-1, 6-3       | Parcours |
|                                                                  |            |           |                 |                                   |                             |                |          |
| 2009 - 1er tour (groupe mondial II) - Serbie - Japon - 4 : 1     |            |           |                 |                                   |                             |                |          |
| 5                                                                | 07/02/2009 | Belgrade  | Dur (int.)      | Jelena Janković                   | Ayumi Morita                | 6-1, 6-0       | Parcours |
| 5                                                                | 07/02/2009 | Belgrade  | Dur (int.)      | Ana Ivanović                      | Ayumi Morita                | 6-1, 6-2       | Parcours |
|                                                                  |            |           |                 |                                   |                             |                |          |
| 2009 - Barrage (groupe mondial II) - Pologne - Japon - 3 : 2     |            |           |                 |                                   |                             |                |          |
| 6                                                                | 25/04/2009 | Gdynia    | Terre (ext.)    | Ayumi Morita                      | Urszula Radwańska           | 6-2, 6-4       | Parcours |
| 6                                                                | 25/04/2009 | Gdynia    | Terre (ext.)    | Klaudia Jans Alicja Rosolska      | Ayumi Morita Ai Sugiyama    | 1-6, 6-3, 6-3  | Parcours |
|                                                                  |            |           |                 |                                   |                             |                |          |
| 2010 - Barrage (groupe mondial II) - Slovénie - Japon - 4 : 1    |            |           |                 |                                   |                             |                |          |
| 7                                                                | 24/04/2010 | Maribor   | Terre (int.)    | Polona Hercog                     | Ayumi Morita                | 3-6, 6-1, 6-3  | Parcours |
| 7                                                                | 24/04/2010 | Maribor   | Terre (int.)    | Katarina Srebotnik                | Ayumi Morita                | 6-1, 6-4       | Parcours |
|                                                                  |            |           |                 |                                   |                             |                |          |
| 2011 - Barrage (groupe mondial II) - Japon - Argentine - 4 : 0   |            |           |                 |                                   |                             |                |          |
| 8                                                                | 16/07/2011 | Miki      | Dur (int.)      | Ayumi Morita                      | Mailen Auroux               | 6-2, 6-3       | Parcours |
| 8                                                                | 16/07/2011 | Miki      | Dur (int.)      | Ayumi Morita                      | Aranza Salut                | 6-2, 6-1       | Parcours |
|                                                                  |            |           |                 |                                   |                             |                |          |
| 2012 - 1er tour (groupe mondial II) - Japon - Slovénie - 5 : 0   |            |           |                 |                                   |                             |                |          |
| 9                                                                | 04/02/2012 | Miki      | Dur (int.)      | Ayumi Morita                      | Nastja Kolar                | 2-6, 6-4, 6-3  | Parcours |
| 9                                                                | 04/02/2012 | Miki      | Dur (int.)      | Ayumi Morita                      | Polona Hercog               | 3-6, 7-66, 6-1 | Parcours |
| 9                                                                | 04/02/2012 | Miki      | Dur (int.)      | Rika Fujiwara Ayumi Morita        | Nastja Kolar Petra Rampre   | 6-3, 5-7, 6-0  | Parcours |
|                                                                  |            |           |                 |                                   |                             |                |          |
| 2012 - Barrage (groupe mondial I) - Japon - Belgique - 4 : 1     |            |           |                 |                                   |                             |                |          |
| 10                                                               | 21/04/2012 | Tokyo     | Dur (int.)      | Ayumi Morita                      | Alison Van Uytvanck         | 6-4, 6-4       | Parcours |
| 10                                                               | 21/04/2012 | Tokyo     | Dur (int.)      | Ayumi Morita                      | Tamaryn Hendler             | 7-5, 6-2       | Parcours |
|                                                                  |            |           |                 |                                   |                             |                |          |
| 2013 - 1er tour (groupe mondial) - Russie - Japon - 3 : 2        |            |           |                 |                                   |                             |                |          |
| 11                                                               | 09/02/2013 | Moscou    | Dur (int.)      | Ayumi Morita                      | Ekaterina Makarova          | 6-2, 6-2       | Parcours |
| 11                                                               | 09/02/2013 | Moscou    | Dur (int.)      | Ayumi Morita                      | Elena Vesnina               | 6-4, 6-1       | Parcours |
| 11                                                               | 09/02/2013 | Moscou    | Dur (int.)      | Ekaterina Makarova Elena Vesnina  | Misaki Doi Ayumi Morita     | 6-2, 6-2       | Parcours |
|                                                                  |            |           |                 |                                   |                             |                |          |
| 2013 - Barrage (groupe mondial I) - Espagne - Japon - 4 : 0      |            |           |                 |                                   |                             |                |          |
| 12                                                               | 20/04/2013 | Barcelone | Terre (ext.)    | Sílvia Soler                      | Ayumi Morita                | 6-2, 6-3       | Parcours |
| 12                                                               | 20/04/2013 | Barcelone | Terre (ext.)    | Carla Suárez Navarro              | Ayumi Morita                | 6-3, 7-5       | Parcours |
|                                                                  |            |           |                 |                                   |                             |                |          |
| 2015 - Barrage (groupe mondial II) - Japon - Biélorussie - 2 : 3 |            |           |                 |                                   |                             |                |          |
| 13                                                               | 18/04/2015 | Tokyo     | Dur (int.)      | Ayumi Morita                      | A. Sasnovich                | 7-65, 4-6, 6-4 | Parcours |
| 13                                                               | 18/04/2015 | Tokyo     | Dur (int.)      | Victoria Azarenka Olga Govortsova | Shuko Aoyama Ayumi Morita   | 6-3, 6-4       | Parcours |

## Classements WTA en fin de saison
| Année          | 2005 | 2006 | 2007 | 2008 | 2009 | 2010 | 2011 | 2012 | 2013 | 2014 | 2015 | 2016 | 2017 | 2018 | 2019 | 2020 | 2021 | 2022 |
| Rang en simple | 314  | 182  | 140  | 118  | 72   | 76   | 47   | 87   | 61   | 246  | 782  | –    | 838  | –    | 836  | 736  | 1007 | 588  |
| Rang en double | 523  | 444  | 134  | 74   | 133  | 125  | 120  | 222  | 328  | –    | –    | –    | –    | –    | –    | –    | –    | –    |

Source : (en) Classements de Ayumi Morita sur le site officiel de la Fédération internationale de tennis